# Vézelin-sur-Loire
Vézelin-sur-Loire est une commune nouvelle française résultant de la fusion — au 1er janvier 2019 — des communes d'Amions, Dancé et Saint-Paul-de-Vézelin, située dans le département de la Loire, en région Auvergne-Rhône-Alpes.

## Géographie

### Localisation
La commune est limitrophe de 11 communes, toutes situées dans le département de la Loire.
| Bully                                    | Cordelle          | Saint-Priest-la-Roche           |
| Saint-Polgues Souternon                  | Vézelin-sur-Loire | Saint-Jodard                    |
| Saint-Julien-d'Oddes Saint-Germain-Laval | Pommiers-en-Forez | Pinay Saint-Georges-de-Baroille |

### Climat
Pour des articles plus généraux, voir Climat d'Auvergne-Rhône-Alpes et Climat de la Loire.
En 2010, le climat de la commune est de type climat des marges montargnardes, selon une étude du Centre national de la recherche scientifique s'appuyant sur une série de données couvrant la période 1971-2000. En 2020, Météo-France publie une typologie des climats de la France métropolitaine dans laquelle la commune est exposée à un climat de montagne ou de marges de montagne et est dans la région climatique Nord-est du Massif Central, caractérisée par une pluviométrie annuelle de 800 à 1 200 mm, bien répartie dans l’année.
Pour la période 1971-2000, la température annuelle moyenne est de 10,5 °C, avec une amplitude thermique annuelle de 16,5 °C. Le cumul annuel moyen de précipitations est de 793 mm, avec 9,4 jours de précipitations en janvier et 6,6 jours en juillet. Pour la période 1991-2020, la température moyenne annuelle observée sur la station météorologique de Météo-France la plus proche, « Fourneaux », sur la commune de Fourneaux à 15 km à vol d'oiseau, est de 11,7 °C et le cumul annuel moyen de précipitations est de 900,1 mm,. Pour l'avenir, les paramètres climatiques de la commune estimés pour 2050 selon différents scénarios d'émission de gaz à effet de serre sont consultables sur un site dédié publié par Météo-France en novembre 2022.

## Urbanisme

### Typologie
Au 1er janvier 2024, Vézelin-sur-Loire est catégorisée commune rurale à habitat très dispersé, selon la nouvelle grille communale de densité à sept niveaux définie par l'Insee en 2022.
Elle est située hors unité urbaine. Par ailleurs la commune fait partie de l'aire d'attraction de Roanne, dont elle est une commune de la couronne,. Cette aire, qui regroupe 88 communes, est catégorisée dans les aires de 50 000 à moins de 200 000 habitants,.

## Histoire
La commune est créée au 1er janvier 2019 par un arrêté préfectoral du 20 juin 2018.

## Politique et administration

### Liste des maires
| Période      | Période  | Identité       | Étiquette | Qualité                                |
| ------------ | -------- | -------------- | --------- | -------------------------------------- |
| janvier 2019 | En cours | Georges Bernat | DVG-LREM  | Président de la Communauté de communes |

### Communes déléguées
| Nom                           | Code Insee | Intercommunalité              | Superficie (km2) | Population (dernière pop. légale) | Densité (hab./km2) |
| ----------------------------- | ---------- | ----------------------------- | ---------------- | --------------------------------- | ------------------ |
| Saint-Paul-de-Vézelin (siège) | 42268      | CC des Vals d'Aix et d'Isable | 13,52            | 318 (2016)                        | 24                 |
| Amions                        | 42004      | CC des Vals d'Aix et d'Isable | 17,01            | 291 (2016)                        | 17                 |
| Dancé                         | 42082      | CC des Vals d'Aix et d'Isable | 8,83             | 172 (2016)                        | 19                 |

## Démographie
L'évolution du nombre d'habitants est connue à travers les recensements de la population effectués dans la commune depuis 2016. Pour les communes de moins de 10 000 habitants, une enquête de recensement portant sur toute la population est réalisée tous les cinq ans, les populations de référence des années intermédiaires étant quant à elles estimées par interpolation ou extrapolation. Pour la commune, le premier recensement exhaustif entrant dans le cadre du nouveau dispositif a été réalisé en 2016.

En 2022, la commune comptait 816 habitants, en évolution de +4,48 % par rapport à 2016 (Loire : +1,32 %, France hors Mayotte : +2,11 %).
| 2016 | 2021 | 2022 |
| ---- | ---- | ---- |
| 781  | 809  | 816  |

## Culture locale et patrimoine

### Héraldique
(Rubrique en suspension provisoire. Voir en PDD)